# Бауман, Эдит
Э́дит Ба́уман (нем. Edith Baumann; 1 августа 1909, Берлин — 7 апреля 1973, Восточный Берлин) — политическая деятельница ГДР. Бауман была соучредительницей и должностным лицом Союза свободной немецкой молодёжи, после 1946 года ставшего молодёжным крылом правящей Социалистической единой партии Германии. Входила в состав Центрального комитета партии. С конца 1940-х до начала или, по некоторым данным, середины 1950-х, Эдит была замужем за Эрихом Хонеккером, в то время председателем ССНМ.

## Биография

### Ранние годы
Эдит Бауман родилась в Пренцлауэр-Берге (район Берлина), в семье рабочих. Между 1925 и 1929 годами она работала машинисткой. Присоединилась к Социалистическому рабочему молодёжному движению (нем. Sozialistische Arbeiter-Jugend) в 1925 году, оставаясь её членом до 1931 года.
Вступила в Социалистическую рабочую партию Германии в 1931 году, когда та отделилась от основной Социал-демократической партии. Также была одним из ведущих членов Социалистической молодёжной лиги Германии, молодёжного крыла САПД.

### В ГДР
В октябре 1949 года советская зона оккупации Германии была преобразована в ГДР, отдельное немецкое государство с его политическими и социальными институтами, сознательно смоделированными с теми, которые были созданы в СССР. В 1949—1953 годах Бауман входила в секретариат Центрального комитета, а также с 1953 по 1955 год занимала пост партийного секретаря региональной партийной руководящей группы в самом Берлине. С 1955 по 1961 год она возглавляла рабочие группы и женскую секцию Центрального комитета.
В 1958—1963 годах была кандидатом в Политбюро ЦК. С 1961 по 1963 год была секретарём ЦК, отвечая за торговлю и снабжение, лёгкую промышленность и продукты питания. В 1973 переехала в Берлин, где она работала городским советником и секретарём городской исполнительной группы («Magistrat von Berlin»).
В 1947 году стала соучредительницей «Демократической женской лиги» (нем. Demokratischer Frauenbund Deutschlands) и была её участницей до 1964 года.